# Chitralina
Chitralina es un género de foraminífero bentónico de la familia Chitralinidae, de la superfamilia Earlandioidea, del suborden Fusulinina y del orden Fusulinida. Su especie tipo es Chitralina undulata. Su rango cronoestratigráfico abarcaba el Capitaniense (Pérmico medio).

## Discusión
Algunas clasificaciones más recientes incluyen Chitralina en el suborden Earlandiina, del orden Earlandiida, de la subclase Afusulinana y de la clase Fusulinata.

## Clasificación
Chitralina incluye a la siguiente especie:
- Chitralina undulata †